# Raoul le Breton
Pour les articles homonymes, voir Le Breton.
Raoul le Breton (Radulphus Brito) est un grammairien et philosophe du Moyen Âge (c.1270-1320). Il appartient au courant des Modistes.

## Biographie
Il a été maître ès-arts à la faculté des arts de l'université de Paris. En 1311, il passe à la faculté de théologie. Il a eu une influence sur Thomas d'Erfurt.
À côté de ses œuvres sur le langage, il a écrit aussi sur Aristote, Priscien et Boèce.